# 荒井岱志
荒井 岱志（あらい たいし、1930年11月2日 - 2009年12月14日）は日本の映画監督。テレビの時代劇を主に活動した。

## 経歴
大阪府大阪市此花区出身。子供の頃は映画よりもスポーツが好きな少年だった。甲子園球場に阪神・巨人戦を観に行った時に甲子園で映画の撮影が行われており、現場にいた映画プロデューサーの杉山茂樹に付いて行って鶴田浩二、笠智衆らにサインをもらって、後日その御礼状を杉山の元に送ったら、当時京都市左京区下加茂にあった松竹京都撮影所に招待され、これが映画界との縁となった。
1949年に立命館大学文学部日本文学科を卒業、1953年に京都映画に入社。最初は録音部に配属。しかし録音の仕事は向いてないと杉山に言ったところ、助監督の仕事を勧められて助監督に転身。後に最も影響を受けたというマキノ雅弘の下などでキャリアを積む。1960年から日本電波映画に移籍。日本電波映画解散後はいくつかのプロダクションを渡り歩いた後、東映に移籍。その後は『素浪人 月影兵庫』を皮切りに、東映京都作品を中心に1990年代後半まで多数のテレビ時代劇を演出し、中でも『暴れん坊将軍』シリーズは計250話近くメイン監督を担当した。テレビ時代劇の撮影本数の多さでは本人いわく「西の荒井、東の船床（定男）と言われるくらいだった」という。
日本映画監督協会公式サイトの物故会員欄に名前が記載されており、現在は故人と思われる。

## 監督作品

### テレビ
- 矢車剣之助（1959年 - 1961年、NTV / 日米映画）
- 天馬天平（1960年 - 1961年、CX / 日本電波映画）
- 琴姫七変化（1960年 - 1962年、NTV / 日本電波映画）
- 風雲児時宗（1961年、CX / 日本電波映画）
- 夢殿（1962年、NTV / 日本電波映画）
- 噂の錦四郎（1963年 - 1965年、NTV / 日本電波映画）
- 人生劇場（1965年、CX / 日本電波映画） ※倉丘伸太郎版
- 柔一筋（1965年、NTV / 日本電波映画）
- 柔道水滸伝（1965年 - 1966年、CX / 日本電波映画）
- 青雲五人の男（1966年、NTV / 日本電波映画）
- 武田信玄（1966年 - 1967年、NTV / 日本電波映画） ※倉丘伸太郎版
- 野次馬がいく（1967年 - 1968年、NET / 東映）
- 近衛十四郎・素浪人シリーズ（NET / 東映）
  - 素浪人 月影兵庫 第2シリーズ
    - 第40話「おヘソが苦労の種だった」（1967年）
    - 第43話 「空前絶後の敵だった」（1967年）
    - 第47話 「あなたと呼べない仲だった」（1967年）
    - 第48話「山男が唄っていた」（1967年）
    - 第57話 「同期の桜が泣いていた」（1968年）
    - 第59話「全くついていなかった」（1968年）
    - 第69話「才たけすぎて凄かった」（1968年）
    - 第71話「おらは死んじまった筈だった」（1968年）
    - 第72話「君子が墓穴を掘っていた」（1968年）
    - 第76話「母よあなたはケチだった」（1968年）
    - 第77話「タカがトンビを生んでいた」（1968年）
    - 第79話「黒い筈だが白だった」（1968年）
    - 第80話「一人残らず臭かった」（1968年）
    - 第83話「マリモもあきれる恋をした」（1968年）
    - 第84話「はるばる秘密が追ってきた」（1968年）
    - 第86話「似ていた相手が悪かった」（1968年）
    - 第87話「寝言がケガのもとだった」（1968年）
    - 第91話「アゲがトンビをさらっていた」（1968年）
    - 第92話「ズッコケ親父はツイていた」（1968年）
    - 第96話「泣く子とお酒に弱かった」（1968年）
    - 第97話「やっぱりお前はバカだった」（1968年）

  - 素浪人 花山大吉
    - 第5話「あわれ十五の春だった」（1969年）
    - 第7話「自分で自分を探していた」（1969年）
    - 第16話「地獄の鐘が鳴っていた」（1969年）
    - 第19話「お茶はお茶でも無茶だった」（1969年）
    - 第28話「腕白小僧はなぜウソついた」（1969年）
    - 第29話「腹の虫が怒っていた」（1969年）
    - 第38話「天から小判が降ってきた」（1969年）
    - 第47話「夜になるほど強かった」（1969年）
    - 第53話「ドカンと一発春がきた」（1970年）
    - 第55話「大酒喰らって冴えていた」（1970年）
    - 第68話「道は地獄へつづいていた」（1970年）

  - 素浪人 天下太平
    - 第8話「夕焼け子焼けの子守唄」（1973年）
    - 第13話「父ちゃんの土産は千両箱」（1973年）
    - 第16話「子を取ろ子取ろの悪の里」（1973年）
    - 第23話「あの町、この町影法師」（1973年）
    - 第26話 「むすんでひらいて朝が来た」（1973年）
- 旅がらすくれないお仙（1968年 - 1969年、NET / 東映）
- 花のお江戸のすごい奴（1969年、CX / 東映・新国劇）
- 土曜劇場 / ハトに豆鉄砲（1969年、CX）
- 緋剣流れ星お蘭（1969年 - 1970年、NET / 東映）
- おんなの劇場 / 徳川秀忠の妻（1969年、CX）
- 女棟梁 誓いの法被（1970年、NTV）
- 銭形平次（CX / 東映） ※大川橋蔵版
  - 第210話「腕白小僧」（1970年）
  - 第211話「おぼろ駕籠」（1970年）
  - 第212話「黒い矢」（1970年）
  - 第218話「十手の怒り」（1970年）
  - 第225話「海鳴りの宿」（1970年）
  - 第229話「負けるな母ちゃん」（1970年）
  - 第232話「足を洗った女」（1970年）
  - 第233話「恋文悲願」（1970年）
  - 第240話「角兵衛獅子の唄」（1970年）
  - 第244話「猪のくれた百万両」（1971年）
  - 第245話「長兵衛の災難」（1971年）
  - 第252話「地獄街道」（1971年）
  - 第253話「三度笠の男」（1971年）
  - 第264話「命を売った男」（1971年）
  - 第268話「指政の死」（1971年）
  - 第269話「名宝安土の茶碗」（1971年）
  - 第270話「女湯の十手」（1971年）
  - 第275話「浮世花火」（1971年）
  - 第279話「旗本無頼」（1971年）
  - 第283話「おかめとひょっとこ」（1971年）
  - 第285話「八丁堀の女」（1971年）
  - 第288話「明暗一筋切」（1971年）
  - 第295話「餅搗き音」（1971年）
  - 第402話「父と子と」（1974年）
  - 第430話「片袖の女」（1974年）
  - 第535話「俺の十手は俺の手で」（1976年）
- 遠山の金さんシリーズ（NET・ANB / 東映）
  - 遠山の金さん捕物帳（NET / 東映） ※中村梅之助版
    - 第3話「鼠が愛した女」（1970年）
    - 第31話「よみがえらせた女」（1971年）
    - 第105話「幽霊を化かした男」（1972年）
    - 第109話「瓜二つの女」（1972年）

  - ご存知遠山の金さん 第50話「さて金さんの正体は?」（1974年、NET / 東映） ※市川段四郎版
  - ご存じ金さん捕物帳（NET / 東映） ※橋幸夫版
    - 第4話「ああ!幻の潜水船」（1974年）
    - 第6話「八百八町を逃げる男」（1974年）
    - 第8話「殺しが結んだ夫婦医者」（1974年）
    - 第10話「阿波おどり見参」（1974年）

  - 遠山の金さん 第1シリーズ（NET / 東映） ※杉良太郎版
    - 第1話「燃えろ桜吹雪」（1975年）
    - 第7話「その錠を破れ!!」（1975年）
    - 第10話「仏の正体をあばけ!!」（1975年）
    - 第15話「哭くな南蛮鳥!!」（1976年）
    - 第16話「燃える男の胸で泣け!!」（1976年）
    - 第22話「恐怖の縄を解け!!」（1976年）
    - 第25話「死神を封じ込め!!」（1976年）
    - 第31話「明日に別れの賽を振れ!!」（1976年）
    - 第33話「五色の手鞠を離すな!!」（1976年）
    - 第41話「今ひとたびの青春に哭け!!」（1976年）
    - 第43話「江戸と浪花の風来坊」（1976年）

  - 名奉行遠山の金さん 第1シリーズ（1988年、ANB / 東映） ※松方弘樹版
- 紅つばめお雪（1970年、NET / 東映）
- 水戸黄門（TBS / C.A.L）
  - 第2部
    - 第14話「女将棋師・天童」（1970年）
    - 第19話「浪人街の決斗・諏訪」（1971年）

  - 第3部
    - 第3話「雲助珍道中・箱根」（1971年）

  - 第5部（1974年）
    - 第8話「一寸の虫にも五分の魂・金沢」
    - 第12話「討たれに来た男・京都」

  - 第6部（1975年）
    - 第4話「わしは天下の大泥棒・八代」
    - 第11話「黄門さまの縁むすび・出雲」

  - 第14部（1983年）
    - 第3話「姫様そっくり千両役者・福島」
    - 第7話「無法裁いた孤独の十手・花巻」
- 清水次郎長（1971年 - 1972年、CX / 東映） ※竹脇無我版
- 世なおし奉行（1972年、NET / 東映）
  - 第5話「人別帳秘話」
  - 第19話「黒い街道」
  - 第22話「油地獄の娘」
- 地獄の辰捕物控（NET / 東映）
  - 第3話「刺青者は闇に消えた」（1972年）
  - 第13話「お玉の声が波に散った」（1972年）
  - 第16話「十手者が闇に追われた」（1973年）
  - 第18話「蘭の花は血の中に咲く」（1973年）
- 新選組（1973年、CX / 東映） ※鶴田浩二版
  - 第8話「浪士 糺の森に集結す」
  - 第9話「土方歳三 清水坂に斬り込む」
  - 第16話「誠の旗 伏見へ」
  - 第17話「京 竹田街道の待ち伏せ」
- 次郎長三国志（1974年、NET / 東映） ※鶴田浩二版
- 宮本武蔵（1975年 - 1976年、KTV / 歌舞伎座） ※市川海老蔵版
- お耳役秘帳 第18、19話（1976年、KTV / 歌舞伎座テレビ）
- 五街道まっしぐら! （1976年、NET / 東映）
  - 第4話「美女丸の怪」
  - 第5話「赤鬼が棲む妙高山」
  - 第9話「妖花おどる怨霊の石橋」
  - 第10話「鉄の爪に泣く姫の恋」
- 人形佐七捕物帳（1977年、ANB / 東映） ※松方弘樹版
  - 第2話「罠を砕いた木十手」
  - 第4話「過去を見失った男」
  - 第7話「十手嵐の晴れ祝言」
  - 第8話「仏が消えた雷の宿」
  - 第13話「謎を運んだ難破船」
  - 第14話「朝泳ぐ女」
  - 第17話「怨霊を呼ぶ蛍屋敷」
  - 第18話「鶴千番が死を招く」
  - 第24話「他人の名で死ぬ男」
  - 第25話「喉笛を突く美女」
  - 第28話「護送し損ねた幸福」
  - 第29話「銚子をつぶす左指」
- 暴れん坊将軍（ANB / 東映）
  - 吉宗評判記 暴れん坊将軍
    - 第1話「春一番! 江戸の明星」（1978年）
    - 第3話「命を的の一番纏」（1978年）
    - 第4話「遥かなる遠き日の母」（1978年）
    - 第5話「大奥に咲いた春」（1978年）
    - 第9話「義賊 江戸を走る」（1978年）
    - 第11話「日本一の木遣唄」（1978年）
    - 第12話「紀州から来た凄い女」（1978年）
    - 第13話「嵐を呼んだ江戸土産」（1978年）
    - 第17話「恋とおとぼけ地蔵」（1978年）
    - 第20話「人情あやめ河岸」（1978年）
    - 第21話「纏は見ていた」（1978年）
    - 第22話「天下を支える友情」（1978年）
    - 第27話「柳生一族を斬る女」（1978年）
    - 第28話「明日に咲いた影の花」（1978年）
    - 第30話「裏切り御免!」（1978年）
    - 第32話「日本一の勝名乗り」（1978年）
    - 第33話「天下御免の大名じるこ」（1978年）
    - 第34話「嵐の中に舞う女」（1978年）
    - 第36話「天を欺く泣きぼくろ」（1978年）
    - 第38話「黒潮の渦を斬る女」（1978年）
    - 第40話「翔べ!下町の神童」（1978年）
    - 第42話「燃える男と莫蓮女」（1978年）
    - 第44話「鮮血! 拝領の剣」（1978年）
    - 第50話「味一番!細腕べんとう」（1979年）
    - 第51話「魚河岸の花嫁」（1979年）
    - 第52話「失脚!大岡越前守」（1979年）
    - 第53話「からくち一番!母子酒」（1979年）
    - 第55話「奮戦!いも侍」（1979年）
    - 第58話「江戸一番!桜おどり」（1979年）
    - 第59話「賭けた命が纏に燃える」（1979年）
    - 第64話「槍を持つ手に一番纏」（1979年）
    - 第65話「恐れ多くもお茶壺道中」（1979年）
    - 第66話「だるまが笑った上州路」（1979年）
    - 第69話「名刀 誇りあり」（1979年）
    - 第71話「日本一の名づけ親」（1979年）
    - 第72話「紅花で染めた復讐」（1979年）
    - 第74話「江戸煩いを叩き出せ!」（1979年）
    - 第78話「天下を狩る男」（1979年）
    - 第80話「暴走!旗本八万騎」（1979年）
    - 第83話「天下を狙う盗賊」（1979年）
    - 第84話「おさいが翔んだ!」（1979年）
    - 第88話「燃やせ!限りある命を!」（1979年）
    - 第91話「対決!嵐の甲府城」（1979年）
    - 第96話「お城の狸をいぶり出せ!」（1980年）
    - 第97話「おっ母ぁなんか要らねえや!」（1980年）
    - 第98話「狼の里から来た娘」（1980年）
    - 第100話「天下御免のにせ将軍」（1980年）
    - 第102話「悪党の首まで取った借金取り」（1980年）
    - 第104話「日本一の花嫁御寮」（1980年）
    - 第109話「天下晴れてのつまみ喰い」（1980年）
    - 第110話「立て!江戸の若者たち」（1980年）
    - 第112話「誇り高きカモ侍」（1980年）
    - 第113話「どうにも止まらなかった男」（1980年）
    - 第114話「正体見たぞ!隼小僧」（1980年）
    - 第117話「虎に喰われた悪い奴」（1980年）
    - 第119話「女狐が泣いた人情纏」（1980年）
    - 第121話「花咲ける女武士道」（1980年）
    - 第128話「あわれ、忍びの恋」（1980年）
    - 第129話「父よあなたは偉かった」（1980年）
    - 第130話「幼ななじみは大奥の女」（1980年）
    - 第131話「蜆汁から弾が出た!」（1980年）
    - 第135話「湯けむり地獄の決斗」（1980年）
    - 第136話「火の山に賭けた女」（1980年）
    - 第140話「天下御免のあばれ槍」（1980年）
    - 第145話「男は黙って三下り半」（1981年）
    - 第148話「日本一の小泥棒」（1981年）
    - 第149話「偽りの絆が廻す夫婦独楽」（1981年）
    - 第152話「将軍と馬泥棒とガキ大将」（1981年）
    - 第158話「地獄の金は暮六つに鳴る」（1981年）
    - 第161話「笑って散った流転の女」（1981年）
    - 第162話「纏が咲かせた人参の花」（1981年）
    - 第166話「鈴に誓った前髪剣法」（1981年）
    - 第167話「提灯侍一番勝負!」（1981年）
    - 第168話「天下御免の夫婦喧嘩」（1981年）
    - 第170話「血斗!甲州笛吹川」（1981年）
    - 第171話「裏切者に熱き涙を」（1981年）
    - 第177話「鬼同心が哭いた朝」（1981年）
    - 第178話「土俵に賭けた舞扇」（1981年）
    - 第179話「狸侍一番手柄!」（1981年）
    - 第184話「影に踊らされた男」（1981年）
    - 第185話「花嫁衣裳の甘い罠」（1981年）
    - 第188話「嵐を呼んだめ組の花嫁」（1981年）
    - 第189話「鬼を哭かせた母ごころ」（1981年）
    - 第190話「日本一の雨男」（1981年）
    - 第193話「初雪は哀しき女の死化粧」（1982年）
    - 第195話「磯の香りはおっかあの味」（1982年）
    - 第197話「河豚より怖し小判鮫」（1982年）
    - 第199話「最後に微笑った悪い奴」（1982年）
    - 第201話「酔いどれ十手一番手柄」（1982年）

  - 暴れん坊将軍II
    - 第4話「富士の白雪に消えた女」（1983年）
    - 第7話「わらべ地蔵の子守唄」（1983年）
    - 第8話「五万両とんぼ返り」（1983年）
    - 第9話「女泣かせの付けぼくろ」（1983年）
    - 第14話「文金島田の泣き上戸」（1983年）
    - 第16話「鬼が棲む浮世風呂」（1983年）
    - 第19話「妻は長良のひと柱」（1983年）
    - 第25話「叶わぬ夢のふたり酒」（1983年）
    - 第26話「五郎左の寝所に忍んだ女」（1983年）
    - 第28話「決斗!但馬八鹿のあばれ駒」（1983年）
    - 第30話「喧嘩纒は俺が振る!」（1983年）
    - 第32話「潜入!花のお江戸の三人娘」（1983年）
    - 第33話「翔べ!明日に門出の茶の香り」（1983年）
    - 第38話「激突!みちのく将軍狩り!!」（1983年）
    - 第39話「命がけだよ 一目惚れ!」（1983年）
    - 第46話「金襴緞子の罠を撃て!」（1984年）
    - 第48話「初午に燃えた江戸っ子神輿」（1984年）
    - 第51話「走れ!盗っ人父子の千両旅」（1984年）
    - 第54話「恐れ多くも婿殿は上様!」（1984年）
    - 第57話「突っ張り娘の手毬唄」（1984年）
    - 第60話「易者新さん二万両の夢占い!」（1984年）
    - 第64話「天誅!窓ぎわの反乱!」（1984年）
    - 第67話「男ひでりの花板修行!」（1984年）
    - 第71話「疑惑を呼んだ小さな命!」（1984年）
    - 第74話「猫に小判の父娘船!」（1984年）
    - 第76話「才蔵 覚悟!死者からの挑戦」（1984年）
    - 第78話「少女監禁!天使たちの反乱」（1984年）
    - 第81話「夢は盗っ人大明神!」（1984年）
    - 第86話「吉宗、ざん悔の鬼剣舞!」（1984年）
    - 第87話「粋な合羽の似合う奴!」（1984年）
    - 第89話「八丁堀 師走の恋唄」（1984年）
    - 第92話「誰がワルやら閻魔やら!」（1985年）
    - 第95話「心やさしき仇討選手」（1985年）
    - 第105話「母も哀しき女郎蜘蛛!」（1985年）
    - 第106話「偽りの恋 七年目の仇討ち!」（1985年）
    - 第108話「蛸さま命!の女剣士」（1985年）
    - 第109話「涙が仇のあで化粧!」（1985年）
    - 第114話「花の吉原 人質新さん!」（1985年）
    - 第119話「吉宗がまさか!結婚詐欺!?」（1985年）
    - 第121話「危機一髪!美しき囮」（1985年）
    - 第123話「秘めた誓いの夢千両!」（1985年）
    - 第127話「女の聖域 駆込寺無情!」（1985年）
    - 第129話「男の約束!紀州の海鳴り」（1985年）
    - 第135話「散らすな、忠義の首一つ!」（1985年）
    - 第136話「おやこ鷹 師走の哀歌!」（1985年）
    - 第137話「輝け!初春の忍び恋」（1986年）
    - 第139話「五郎左を寝盗るか、詐欺女!?」（1986年）
    - 第143話「悲願!お小夜アイヤぶし」（1986年）
    - 第145話「倒産前夜の夫婦宣言!」（1986年）
    - 第148話「惚れた病いを治す酒!」（1986年）
    - 第151話「あゝ、嫁入り志願三人娘!」（1986年）
    - 第156話「吉宗婚約 五郎左は家出!?」（1986年）
    - 第159話「天晴れ!赤穂の竹光夫婦」（1986年）
    - 第161話「暗殺計画、手引きは御生母!?」（1986年）
    - 第163話「のぞきは下手な鬼同心!」（1986年）
    - 第167話「稲妻に裂かれた二人旅!」（1986年）
    - 第171話「恋の九十九里、地獄花!」（1986年）
    - 第174話「十手無用の父娘鳥!」（1986年）
    - 第175話「愛の証しの月夜唄!」（1986年）
    - 第177話「母哀し、裏切りの二重奏!」（1986年）
    - 第179話「箱根八里の鬼退治!」（1986年）
    - 第181話「夢かるた、師走の謎唄!」（1986年）
    - 第182話「燃える江戸城!男たちの一番纏!」（1987年） ※スペシャル
    - 第185話「妖艶、因幡の白うさぎ!」（1987年）
    - 第186話「友情!決死の砂丘脱出」（1987年）
    - 第189話「仇姿、つよい女が泣きました!」（1987年）
    - 第191話「大暴れ!しばし名残りの二人旅」（1987年）

  - 暴れん坊将軍III
    - 第3話「これぞ庶民の目安箱」（1988年）
    - 第5話「新さん江戸の風に舞う!」（1988年）
    - 第12話「絵草紙からくり心中」（1988年）
    - 第16話「三つ葉葵は地獄の紋章!?」（1988年）
    - 第19話「知らぬが仏の紙風船」（1988年）
    - 第20話「からくり盗っ人街道」（1988年）
    - 第28話「偽りの拝領妻」（1988年）
    - 第30話「阿呆と呼ばれた名将軍」（1988年）
    - 第31話「泣くな男だ!がまん坂」（1988年）
    - 第35話「秘めた駆け落ち、涙のかんざし」（1988年）
    - 第42話「お庭番を愛した女」（1988年）
    - 第47話「激震!なまず武士の怒り」（1989年）
    - 第50話「初富士の花嫁 吉宗の禁じられた恋!」（1989年） ※スペシャル
    - 第51話「庶民の夢を喰った奴!」（1989年）
    - 第45話「草笛に秘めた過去」（1989年）
    - 第61話「淡雪に祈りの恋奉公!」（1989年）
    - 第67話「まさか!辰五郎が不倫!?」（1989年）
    - 第69話「浮世哀しや あだ花の女!」（1989年）
    - 第70話「め組の結婚騒動!」（1989年）
    - 第71話「大暴れ!但馬のヤッサ神輿」（1989年）
    - 第73話「青き勾玉の秘密」（1989年）
    - 第78話「危うし!妖刀に正義ありや」（1989年）
    - 第85話「め組の半次郎の天国と地獄」（1989年）
    - 第90話「花嫁の父は殺人者!?」（1989年）
    - 第92話「誰がために母は泣く!」（1989年）
    - 第94話「吉宗、初春の大江戸裁き!」（1990年）
    - 第97話「将軍琉球へ渡る 天下分け目の決闘!」（1990年） ※500回記念スペシャル
    - 第100話「春遠き お捨屋敷の女」（1990年）
    - 第109話「この子どこの子め組の子」（1990年）
    - 第113話「誇り高き父!」（1990年）
    - 第115話「大岡越前罷免さる!?」（1990年）
    - 第116話「開眼!涙の仇討」（1990年）
    - 第119話「大江戸めおと花火」（1990年）
    - 第124話「流転笠、江戸のつむじ風!」（1990年）
    - 第126話「密命!江戸城を砲撃せよ!!」（1990年）
    - 第128話「さよならの花かんざし!」（1990年）
    - 第129話「吉宗、しばし名残りの大暴れ!」（1990年）

  - 暴れん坊将軍IV
    - 第1話「ご生母、謎の失踪!吉原、江戸城決戦 春一番!!」（1991年） ※スペシャル
    - 第8話「逃げた花嫁」（1991年）
    - 第9話「人情!め組の成金騒動」（1991年）
    - 第40話「いなせ新さん渡世人修行!」（1992年）
    - 第41話「土くれ愛妻武士道」（1992年）
    - 第46話「男一匹!め組の紋次郎が燃えた!!」（1992年）
    - 第47話「上様のとんだ剣客商売!」（1992年）
    - 第58話「吉宗変化!お狩場の鬼退治」（1992年）
    - 第63話「情けに泣いた復讐鬼!」（1992年）
    - 第64話「父の敵は愛しの人!」（1992年）
    - 第73話「誘拐!乙女涙の初恋」（1992年）
    - 第74話「献上雪が飛び散った」（1992年）

  - 暴れん坊将軍V
    - 第5話「盗賊は炎の中に消えた」（1993年）
    - 第7話「哀れ、女の舟唄!」（1993年）
    - 第10話「一目惚れ、仲よく危機一髪!」（1993年）
    - 第15話「めおと春秋、涙に夢灯り」（1993年）
    - 第19話「おんな密偵の初恋」（1993年）
    - 第20話「悪人志願の娘」（1993年）
    - 第23話「おんな盗賊の恋・吉宗にしかけられた天下の大陰謀」（1993年） ※スペシャル
    - 第29話「新さん負けるな!大競馬」（1993年）
    - 第33話「鳶口一本、炎の男道!」（1994年）
    - 第36話「争奪!石田三成の密書」（1994年）
    - 第37話「わが恋せし上様」（1994年）
    - 第42話「木枯しも泣く迷子石」（1994年）
    - 第43話「天下を正した切腹訴状」（1994年）

  - 暴れん坊将軍VI
    - 第1話「吉宗潜入!謀略の城 偽将軍宣下を阻止せよ!」（1994） ※スペシャル
    - 第2話「標的は将軍様」（1994年）
    - 第3話「若殿新さん、いじめられる!」（1994年）
    - 第9話「お婆よ泣くな、江戸の雪」（1994年）
    - 第10話「おいらん高尾大夫の正夢」（1995年）
    - 第12話「人情落語長屋」（1995年）
    - 第20話「無法許さぬあさり剣法」（1995年）
    - 第25話「怪奇!天狗の花嫁」（1995年）
    - 第26話「吉宗見参!女剣士の挑戦状」（1995年）
    - 第28話「姉とおとうと」（1995年）
    - 第29話「悲恋を斬る武士道」（1995年）
    - 第31話「愛と復讐の遠眼鏡」（1995年）
    - 第35話「絶体絶命!大岡越前」（1995年）
    - 第37話「冷や飯剣法恋囃子」（1995年）
    - 第41話「陽気な刺客」（1995年）

  - 暴れん坊将軍VII
    - 第3話「母恋し!がまん涙の夢枕」（1996年）
    - 第5話「卯之吉の死神退治」（1996年）
    - 第7話「愛妻騎馬奉行」（1996年）
    - 第11話「魔剣!鮮血の花嫁」（1996年）
    - 第13話「凧よあがれ、誇り高く」（1996年）
    - 第14話「尾張宗春の謀叛」（1996年）
    - 第16話「め組の喧嘩!二人の女房」（1997年）
    - 第18話「いなせ新さん、世直し道中」（1997年）

  - 暴れん坊将軍VIII
    - 第3話「居酒屋の女の告白」（1997年）
    - 第5話「汚された花嫁たち」（1997年）
- 土曜ワイド劇場 / 死刑執行五分前 息子は犯人じゃない!（1981年、ANB）
- 源九郎旅日記 葵の暴れん坊（1982年 - 1983年、ANB / 東映）
- 風雲!真田幸村（1989年、TX / 東映）
- 三匹が斬る!（ANB / 東映）
  - 続・三匹が斬る!（1989年）
    - 第17話「評判の早春蘭が死を招く!」
    - 第18話「さらば三匹 今宵大江戸の露と消ゆ!?」

  - 続続・三匹が斬る!（1990年）
    - 第6話「母しぐれ、金が仇の地獄旅」
    - 第7話「まぼろしの父が恋しい夢芝居」
    - 第15話「五木の里、つむじ風吹く女人屋敷」
    - 第18話「無理心中、娘十八怨み節!」

  - また又・三匹が斬る!（1991年）
    - 第1話「姫君の御毒見役、三匹参上!」
    - 第4話「山陰道、女いのちの賞金稼ぎ」
    - 第9話「湯煙り血煙り咲いた女の三度笠」
    - 第14話「戸隠は女郎の恨みか鬼女の花」

  - 新・三匹が斬る!（1993年）
    - 第18話「血槍舞い、死んで咲かせた忠義花」
    - 第20話「越後路は水燃え人燃え怨み節」

  - ニュー・三匹が斬る（1994年）
    - 第4話「先乗り源五、素っ首賭けた不義密通」
    - 第10話「辻斬りが、好きな殿の紋所!」
- わんぱく天使（1990年 - 1991年、KTV / 宝塚映像）
  - 第5話「母さんの似顔絵」
  - 第6話「お見合い大騒動」
  - 第16話「三角、四角、マル関係」
  - 第18話「想い出のダブルス」
  - 第40話「ごめんね、ゴン!」
  - 第41話「恋の逆転チャンス」
- 将軍家光忍び旅 第1・第2シリーズ（1990年 - 1993年、ANB / 東映）
- 殿さま風来坊隠れ旅（1994年、ANB / 東映）

## 出演映画
- 炎のごとく（1981年、監督：加藤泰、制作：東宝 / 大和新社） - 若頭梁平吉 役
- 蒲田行進曲（1982年、作：つかこうへい、監督：深作欣二、制作：松竹/ 角川春樹事務所）